# Raymond Carver
Raymond Clevie Carver, Jr. (n. 25 mai 1938, Clatskanie⁠(d), Oregon, SUA – d. 2 august 1988, Port Angeles⁠(d), Washington, SUA) a fost un scriitor american. Născut în Clatskanie, Oregon, SUA în 1938, Carver a trăit în Sacramento, California și Port Angeles, Washington până la moartea sa, pe 2 august 1988. A avut diferite slujbe mărunte până să devină scriitor. 
A debutat în 1974 cu volumul de povestiri Pune-te în locul meu. În 1976 publică Taci, te rog! (Polirom, 2004), care îi aduce o largă recunoaștere. Au urmat volumele Anotimpuri furioase (1977), Despre ce vorbim când vorbim despre iubire (1981; Polirom, 2005), Fazanul (1982), Catedrala (1983), Dacă vrei (1984), Elefant și alte povestiri (1988), De acolo de unde sun (1988). În 1993 îi apare volumul de povestiri postum Short Cuts. Cărțile sale au fost traduse în peste douăzeci de limbi. A încetat din viață în 1988, în urma unui cancer pulmonar.
În 1979, Carver a devenit un Guggenheim Fellow și a primit burse de la „National Endowment for the Arts”. Considerat de mulți un fel de Cehov american, asociat cu minimalismul, Carver a scris despre banalitatea cotidianului american și disperarea sa. Colecțiile sale de povestiri și poezii depășesc cu mult o scurtă descriere. Simple și cristaline, scrierile lui Carver ne traduc natura umană în toate esențele ei.

## Premii și distincții
În 1983 i-a fost decernat prestigiosul Mildred and Harold Strauss Living Award, iar în 1985 revista Poetry i-a acordat Levinson Prize. În 1988 a fost primit în American Academy și în National Institute of Arts and Letters, iar Hartford University i-a acordat titlul de Doctor în Litere.

## Operă

### Proză
- Will You Please Be Quiet, Please?
- Furious Seasons
- Where I'm Calling From
- Cathedral

### Poezie
- Winter Insomnia,
- At Night the Salmon Move,
- Where Water Comes Together with Other Water,
- Ultramarine,
- All Of Us.

### Poezie și proză
- Fires
- No Heroics Please!